# Corneliu Georgescu
Corneliu Georgescu (n. 2 ianuarie 1902, Poiana Sibiului, comitatul Sibiu, Austro-Ungaria (azi în județul Sibiu, România) – d. 6 mai 1945, Mittersill, Austria) a fost un avocat și politician român, membru fondator al Mișcării Legionare.
A îndeplinit funcția de subsecretar de stat la Ministerul Economiei Naționale pentru Colonizarea Populației Evacuate în guvernul Ion Antonescu, în perioada 14 septembrie 1940 - 24 ianuarie 1941. Corneliu Georgescu a deținut titlul de ministru de finanțe în guvernul legionar din exil, de la Viena. 
Corneliu Georgescu a murit în primăvara anului 1945 la Mittersill, Austria, în exil.